# Super Aleste
Super Aleste (スーパーアレスタ?), conocido en Norteamérica como Space Megaforce, es un videojuego de tipo matamarcianos con scroll vertical desarrollado por Compile y publicado por Toho para Super Nintendo en 1992. Es parte de la saga Aleste.

## Diferencias
La versión japonesa contiene más contenido que sus contrapartes occidentales. Las escenas eliminadas que se encontraron en la versión japonesa son:
- Los personajes aparecen en opciones y al quedarse sin naves.
- Debido a las políticas de aquel entonces, no era posible mostrar chicas en la aviación, siendo eliminadas de las versiones occidentales.
- El final es más largo y se revela la información de la invasión enemiga. Más detalles se detectan en dificultades más altas.
- Los niveles y jefes fueron cambiados.
- Se reemplazaron las voces en las versiones occidentales.

## Manga
- Fue lanzada por Manga en 22 de febrero de 1993 solo en Japón, está basada de Super Aleste de Compile fue dibujado por Okazaki Sami, escrito por Kubo Muneo, y fue Publicado por Monthly ASCII Comic.